# Turkołówka
Turkołówka (dawn. Turkułówka) – wieś w Polsce położona w województwie lubelskim, w powiecie hrubieszowskim, w gminie Hrubieszów.
W latach 1975–1998 miejscowość administracyjnie należała do województwa zamojskiego. 
Wieś stanowi sołectwo gminy Hrubieszów. Według Narodowego Spisu Powszechnego (III 2011 r.) liczyła 31 mieszkańców i była najmniejszą miejscowością gminy.
Wierni Kościoła rzymskokatolickiego należą do parafii św. Apostołów Piotra i Pawła w Moniatyczach.

## Historia
Miejscowość wymieniona przez Słownik geograficzny Królestwa Polskiego z roku 1885 jako „Turkułówka” folwark wchodzący w skład gminy Moniatycze.